# Desguace

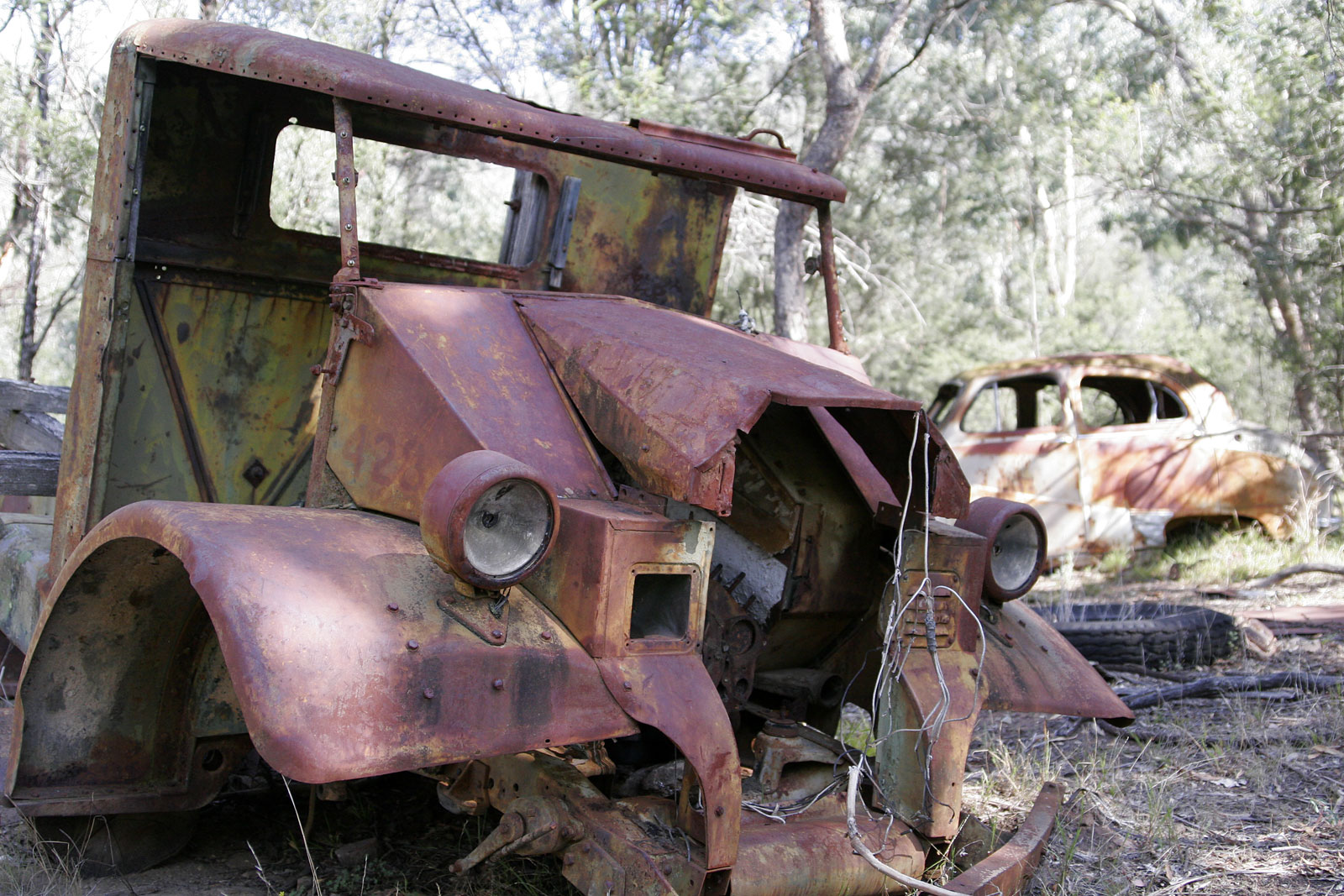
Vehículos viejos oxidándose.

Desguace, desarmadero, huesera, deshuesadero, chivera, yonke o yonker es el nombre que designa tanto al lugar como a la empresa dedicados a desmantelar vehículos desechados por sus propietarios, debido a su deterioro, porque están en estado de difícil o imposible reparación o porque atravesaron un proceso de embargo o extinción de dominio de bienes confiscados a actividades ilícitas.
Su actividad consiste en la reutilización de algunos componentes de los vehículos, el reciclaje de otros y la gestión de residuos del resto. 
Pueden desguazar automóviles, motocicletas, aeronaves o barcos (desguace naval). Las piezas funcionales de estos son vendidos para uso en otros vehículos; mientras las partes metálicas inútiles reciben un procesado inicial para venderse como chatarra a otras industrias de reciclaje. Los vehículos de desguace se utilizan también en carreras de destrucción.

## Automóviles

### Europa
En el año 2000, se desguazaron 13,4 millones de vehículos en la Unión Europea (UE) y, según Eurostat, a fecha de 18 de abril de 2011, alrededor del 75% de todos los vehículos desguazados en la Europa de los 25 correspondían a solo cinco Estados miembros de la UE: Alemania, Francia, el Reino Unido, España e Italia.
En España, la actividad se rige por el Real Decreto 20/2017 de 20 de enero, sobre gestión de vehículos al final de su vida útil.